# Stockbrunnen (Bensberg)
Stockbrunnen ist ein Ortsteil im Stadtteil Bensberg von Bergisch Gladbach, der als solcher nicht mehr wahrgenommen wird. Stattdessen erinnert die heutige Straße Am Stockbrunnen daran.

## Geschichte
Der Siedlungsname Stockbrunnen bezieht sich auf den ehemaligen Stockbrunnen, einen öffentlichen Gemeindebrunnen, der bis zur Inbetriebnahme der zentralen Wasserversorgung die Bürger und das Vieh mit dem nötigen Wasser versorgte. Zwischen 1901 und 1913 wurde in Bensberg ein ca. 70 km langes Wasserleitungsnetz verlegt, das die Brunnenversorgung im Ortszentrum entbehrlich machte. Für die Bezeichnung Stockbrunnen gibt es zwei Erklärungen:
1. Der Name Stockbrunnen steht so in einer Karte von 1901. Er leitet sich aus dem mittelhochdeutschen „stockbrunne“ (= Brunnenröhre) ab.
2. Nach einer anderen Deutung könnte sich das Bestimmungswort Stock im Sinne von stocken/erstarren auf stillstehendes Brunnenwasser beziehen, das nicht von fließendem Wasser gespeist wird.[1]